# Lüchtringen (Adelsgeschlecht)

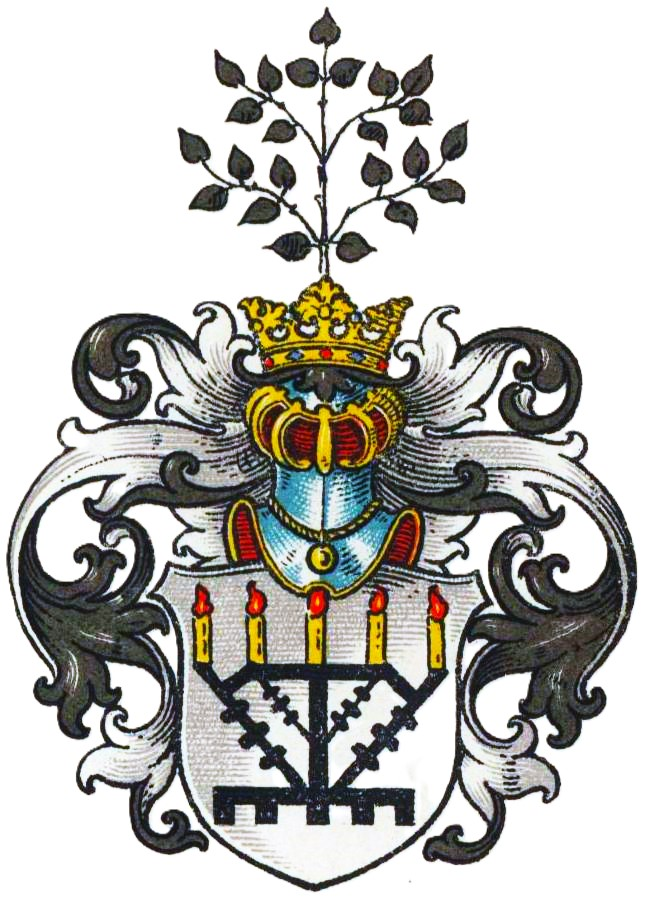
Wappen derer von Lüchtringen im Wappenbuch des Westfälischen Adels

Lüchtringen (auch Luchteringen o. ä.) ist der Name eines erloschenen westfälischen Uradelsgeschlechts.

## Geschichte
Das Geschlecht hatte seinen namensgebenden Stammsitz in Lüchtringen, heute ein Stadtteil von Höxter. Mitglieder der Familie waren Lehnsleute des Klosters Corvey. Sie hatten in Höxter viele hohe Ämter inne, wie Bürgermeister, Ratsmann, Konsul, Gildemeister für Schneider, Kürschner und Schmied.
Urkundlich erstmals erwähnt wird die Familie 1261 mit Ritter Lambert von Lüchtringen, der Güter und Höfe im Dorf Lüchtringen besaß. Conradus zu Luchteringen, Kanoniker der neuen Kirche zu Höxter, und Berttrammus de Lugteringen, Höxter Bürgermeister (proconsul), erscheinen 1301 als Zeuge einer Corveyer Urkunde. 1331 war ein Konrad von Lüchtringen Bürgermeister der Stadt Höxter. 1345 verkauften die Brüder Conradus, Bertrammus, Henricus und Lambertus de Luchteringen sowie Margarethe, Ehefrau von Konrad, und Hildegundis, Ehefrau von Bertram, eine Rente aus Gütern in Höxter. 1347 belehnte der Corveyer Abt Dietrich den Conrad von Lüchtringen mit neun Morgen Land vor der Stadt Höxter. Conrad von Lüchtringen war zu dieser Zeit Ratsmann in Höxter. Acht Jahre später genehmigte derselbe Abt demselben Conrad von Lüchtringen den Verkauf einiger Äcker vor dem St. Peters-Tor in Höxter für drei Mark höxterscher Denare.
Leneke, Tochter des verstorbenen Cord von Lüchtringen verkaufte 1367 einen Erbzins aus einem Stück Land vor Höxter vor dem Klaustor hinter dem Ziegelhaus. 1378 machten die Brüder Bertram und Gerhard von Lüchtringen unter dem Siegel der Stadt Höxter eine Gütertrennung zwischen den zwei Töchtern ihres verstorbenen Bruders Cord bekannt.
1381 wurde auf Bitten von Lambert/Lambrecht von Lüchtringen und verschiedenen anderen Mitgliedern der Familie Lambrechts Schwager, Hermann Reinemanns, Bürger von Höxter, vom Corveyer Abt Bodo mit den Gütern im Feld vor Höxter belehnt, die früher die von Lüchtringen besessen hatten. Drei Jahre später (1384) reversierte Lambert von Lüchtringen dem Paderborner Bischof Simon von Sternberg eine Urkunde als Bürge. 1387 erscheint Lambert/Lambrecht zusammen mit Wylhelm van Luchteringen in einer Klageschrift des Corveyer Abtes Bodo gegen die Äbtissin, den Prior und den Konvent zu Brenkhausen, weil seinen Mannen, den besagten Lambert und Wilhelm von Lüchtringen, Einkünfte entfremdet worden waren.
Das Geschlecht tritt urkundlich bis 1469 auf. Der „Lambertweg“ in Lüchtringen wurde nach dem o. g. Ritter Lambert von Lüchtringen benannt.

## Wappen
Blasonierung des Redenden Wappens: In Silber ein schwarzer breiter Leuchter (Lüchter), oben mit fünf goldenen Kerzen besteckt. Auf dem gekrönten Helm mit schwarz-silbernen Helmdecken ein schwarzer Zweig mit schwarzen Blättern.

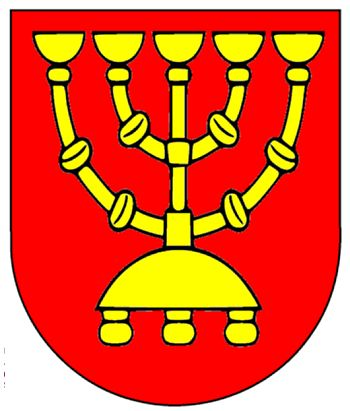
Wappen von Lüchtringen

Das Wappen des Ortes Lüchtringen basiert auf dem Wappen derer von Lüchtringen.